# Caranx ruber
Carangue comade, Carangue franche, Carangue à pisquettes
Espèce
Statut de conservation UICN

 LC  : Préoccupation mineure
Caranx ruber, communément nommé Carangue comade, Carangue franche ou Carangue à pisquettes, est une espèce de poisson marin de la famille des Carangidae.
La Carangue comade est présente dans les eaux tropicales de la zone occidentale de l'Océan Atlantique des côtes de l'état du New Jersey au Brésil en incluant au passage l'archipel des Bermudes, le Golfe du Mexique et la Mer des Caraïbes.
Sa taille maximale est comprise selon le sexe entre 59 cm pour les mâles et 69 cm pour les femelles, mais la taille moyenne couramment observée est de 50 cm et la maturité sexuelle est atteinte à la taille de 31 cm.